# Павел Стоянов
Павел Стоянов е български зограф, представител на Дебърската художествена школа.

## Биография
Павел Стоянов е роден в 1839 година в дебърската паланка Галичник, Западна Македония. През 1869 година се опитва чрез руския консул в Одрин Константин Губастов да бъде приет в някоя руска академия, за да учи живопис. Губастов пише на Найден Геров да го приеме Станислав Доспевски, но Геров отговаря, че самият Доспевски е самоук и не може да обучава ученици и препоръчва чрез ходатайство на Славянския благотворителен комитет Стоянов да бъде приет в училището за живопис в Москва.
Заселва се в Пирот. Работи като зограф из Югозападна България, из Темските села в Пиротско, във Въргудинци и Вета, Белопаланско, в Балта Бериловци и „Успение Богородично“ в Църнолевица, Свърлишко, където рисува в 1881 година, в църквата „Света Петка“ в 1882 година, Цървена ябука. Автор е и на няколко икони за църквата „Света София“ в София. Същевременно строи църкви в Церова, Горчинце, Цървена ябука и Кална.
Павел Стоянов умира на 10 ноември 1904 година.